# Альбока
Альбока — традиційний баскський язичковий дерев'яний духовий музичний інструмент традиційний духовий інструмент із подвійною тростиною. 
Назва походить від арабської: al-bûq (البوق).
Альбока має дві тростини (часто виготовлені з різних матеріалів) і два роги. На правій тростині знаходиться 5 язичків, на лівій - 3.
Музично дві тростини незалежні, але грають одночасно. 

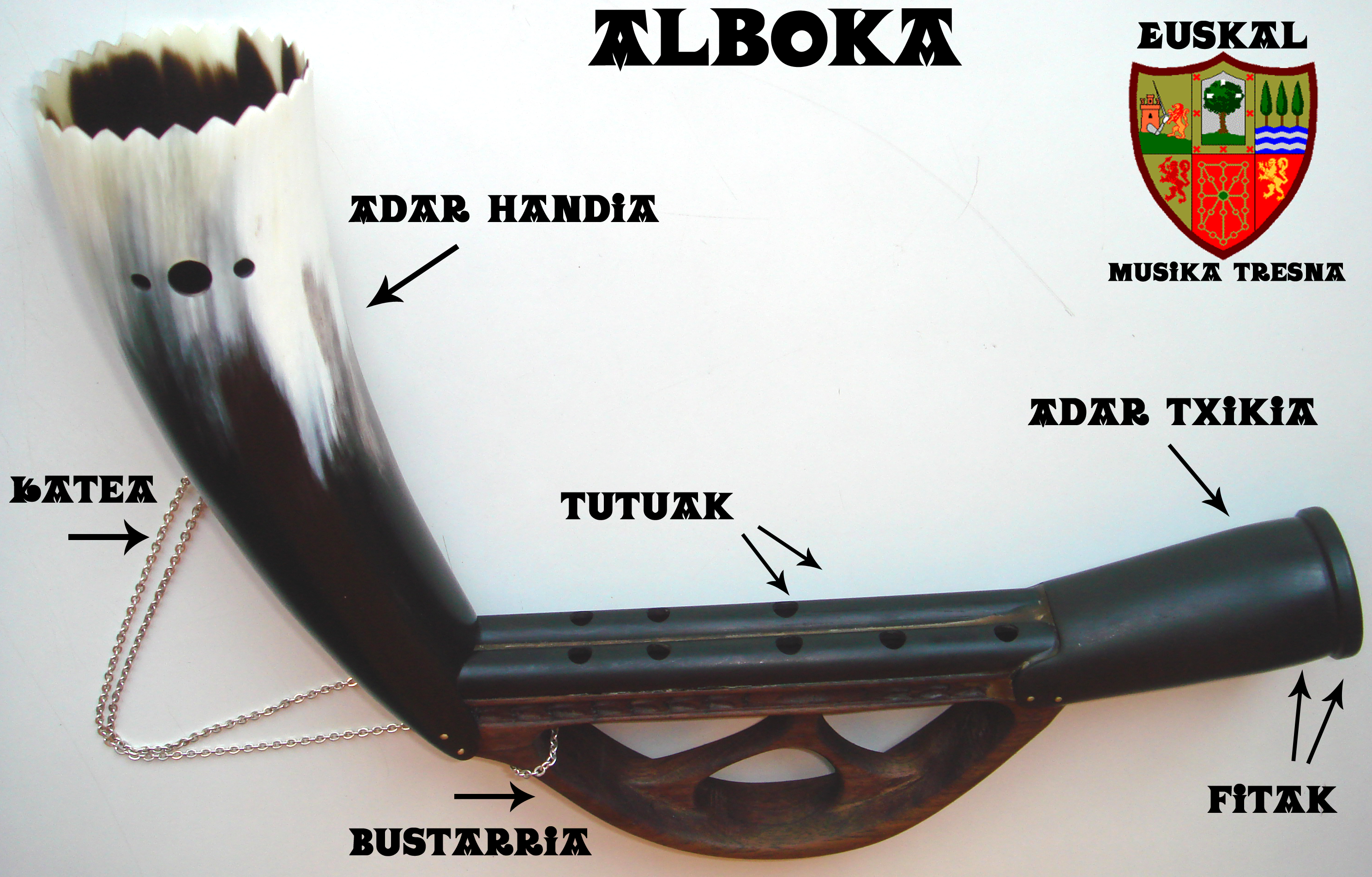
Частини біскайської альбокі: adar handia – великий ріг, adar txikia – малий ріг, tutuak – тростини, bustarria – «ярмо», fitak – язички, katea – ланцюг.

## Традиційні сторони

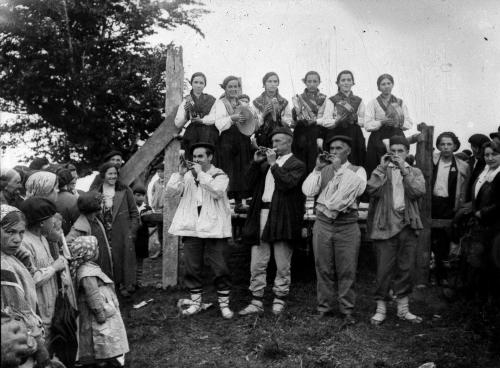
Вокалісти та бубнисти Сеанурі.

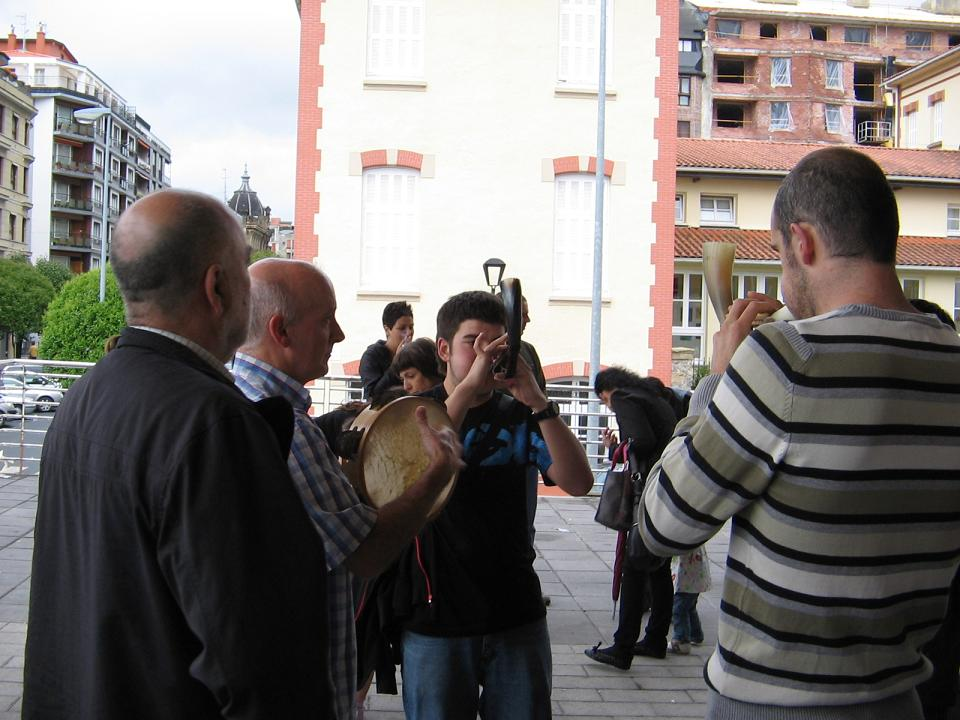
Сучасні виконавці на альбоці та бубнисти під час фестивалю Чалапарта в Ернані в 2008 році.

1. ↑  Alboka - Auñamendi Eusko Entziklopedia (баск.)
2. ↑  ALBOKA, www.soinuenea.eus (баск.), архів оригіналу за 10 травня 2021, процитовано 1 березня 2024 [Архівовано 2021-05-10 у Wayback Machine.]
3. ↑  Alboka. www.musicologie.org. Процитовано 1 березня 2024.